# Anjunabeats
Anjunabeats est un label discographique britannique de musique électronique, basé à Londres, en Angleterre. Il est fondé en 2000 par les producteurs Jonathan « Jono » Grant et Paavo Siljamäki, et sa toute première sortie est Volume One sortie l'année de sa création. Jono et Paavo décident par la suite de produire sous différents alias tels que Free State et Dirt Devils. Peu après, ils sont rejoints par Tony McGuinness et finiront par former le trio Above and Beyond, ils sont désormais à la tête de l'un des labels trance les plus reconnus de la planète. 

## Histoire

### Fondation et débuts
Anjunabeats est fondé en 2000 lors de la rencontre de Jono Grant et Paavo Siljamäki à l'université de Westminster à Londres en Angleterre et lorsqu'ils découvrent leur amour mutuel pour la musique électronique. La première sortie du label s'intitule Anjunabeats - Volume One et s'effectue l'année de la création du label. Le nom du label s'inspire d'Anjuna, une plage située à Goa, sur la côte Ouest de l'Inde, ancienne destination populaire du mouvement hippie dans les années 1960 et 1970.
Peu de temps après, Jono et Paavo sont approchés par le producteur Tony McGuinness afin de réaliser un remix du titre Home de Chakra, et c'est ainsi que naît le groupe Above and Beyond[réf. nécessaire]. Alors que le remix atteint la tête du classement des clubs au Royaume-Uni, le trio se retrouve avec la plupart des plus grandes maisons de disques mondiales frappant à leur porte, leur offrant des opportunités de remixer certains artistes internationalement reconnus. La meilleure est celle offerte par Madonna, invitant les trois producteurs à remixer son titre What It Feels Like for a Girl. Dido, Britney Spears et Delerium entre autres feront appel à leurs services pour remixer leurs titres[réf. nécessaire]. La notoriété d'Above and Beyond ne cesse de grandir, tout comme celle de leur label Anjunabeats, dont ils se servent comme outil pour la diffusion de leurs nombreux projets musicaux : OceanLab, Aalto, Free State, Nitromethane, P.O.S, Rollerball et Tranquility Base.
Fin 2002, James Grant, lui-même frère de Jono Grant, rejoint l'équipe d'Anjunabeats et commence à faire signer de nouveaux artistes talentueux et prometteurs sur le label. La première sortie sur le label non produite par les membres fondateurs est Aspekt - Mobetta / Something Else en 2002, Aspekt correspondant à l'alias utilisé par les producteurs anglais Oliver Smith et Mark Pledger, les deux morceaux sont, en fait, entièrement produits par le premier, ce qui fait de lui le tout premier artiste autre qu'Above and Beyond à signer chez Anjunabeats. D'autres sorties suivirent, notamment Rusch and Murray - Epic, un morceau entièrement réalisé sur internet via un forum par deux producteurs qui ne se sont jamais physiquement rencontrés, ainsi que des morceaux de Super8 (qui formera plus tard le duo à succès Super8 and Tab avec Tab) et le producteur hollandais aux accents deep techno : Stephen J Kroos.

### Sous-labels et expansion
En 2005, Above and Beyond lancent un sous-label appelé Anjunadeep. Il est créé dans le but de pouvoir signer des artistes dont le style de prédilection n'est pas forcément la trance. Ce label est en effet spécialisé dans la house progressive et la house mélodique aux sonorités techno et tout de même trance, cela permet une plus grande diversité dans le catalogue de la marque Anjunabeats. Le trio avait également lancé deux autres sous-labels, Anjunadigital créé dans le but de distribuer des remixes spéciaux de morceaux déjà sortis sur Anjunabeats et Anjunadeep, et Hard On Recordings spécialisé dans la hard house. Ces deux sous-labels sont finalement arrêtés, respectivement en 2006 et 2004.
Depuis lors, l'enseigne s'étend à une cinquantaine d'artistes et Anjunabeats se forge la réputation de l'un des meilleurs labels dans le milieu de la trance, et même dans le vaste milieu de la musique électronique. En février 2008, le label en est arrivé à sa centième sortie et fêta cela avec une série d'évènements Anjunabeach, incluant un retour aux sources à Goa en Inde ainsi qu'avec la sortie d'une compilation mixée par Above and Beyond appelée From Goa to Rio et la sortie d'un EP regroupant des remixes de certains titres d'Above and Beyond sortis auparavant sur Anjunabeats et remixés par les meilleurs artistes du label, la 200e sortie est atteinte au milieu de l'année 2011.

### Années 2010–2020
Le 3 octobre 2017, Anjunabeats annonce une collaboration avec Beatport pour organiser un concours de production intitulé Beats in School, dans lequel le vainqueur remporte un mentorat d'un an avec les artistes d'Anjunabeats. Le Canadien Joel Freck est désigné vainqueur le 10 janvier 2018, parmi 20 finalistes du concours. En mars 2018, Anjunabeats lance une station de radio 24/7 sur YouTube, qui propose des titres de la discographie de leur label, notamment de la trance et de la deep house.
En mars 2023, le label annonce un nouvel événement nord-américain appelé Anjunabeats Outdoors. En début décembre 2023, le label accueille de nouveau Mat Zo avec son single, Subsurface.

## Groupes et artistes
Le label compte dans son catalogue aussi bien des artistes jeunes et prometteurs que des artistes internationalement reconnus et respectés. Les artistes qui composent le label proviennent d'une très grande diversité de pays. Ils incluent notamment (en 2015) : Above and Beyond (Free State), Aruna, Mat Zo, Mike Koglin, et Nitromethane.

## Médias
Le label possède sa propre émission de radio, appelée Anjunabeats Worldwide, présentée chaque semaine pendant deux heures par des artistes issus du label qui se relayent aux platines du show : Oliver Smith, Mark Pledger, Super8 & Tab, Daniel Kandi et Arty, une édition spéciale Anjunadeep est présentée chaque mois par James Grant, des guests font régulièrement leur apparition. L'émission est diffusée dans le monde entier par la webradio américaine Digitally Imported (DI.fm).

## Distinctions
| Récompense                                                  | Catégorie                     | Année                    | Résultat   |
| ----------------------------------------------------------- | ----------------------------- | ------------------------ | ---------- |
| International Dance Music Awards                            | Meilleur label dance au monde | 2009 2010 2012 2015 2016 | Nomination |
| Grammy Awards : Damage Control de Mat Zo                    | 3 sorties                     | 2015                     | Nomination |
| Grammy Awards : single We're All We Need d'Above and Beyond | Meilleur titre dance          | 2016                     | Nomination |
| Grammy Awards : single Northern Soul d'Above and Beyond     | Meilleur titre dance          | 2019                     | Nomination |

## Anjunadeep
Anjunadeep est un label discographique indépendant basé à Londres. Il est lancé en 2005 par Above and Beyond et James Grant, le frère de Jono Grant. Au début de son existence, le label était un sous-label d'Anjunabeats, publiant de la trance progressive et de la house progressive. Progressivement, le label a depuis évolué vers la partie « deep » du spectre de la musique électronique : il se concentrant désormais principalement sur la deep house. Les A&R du label sont James Grant, Jody Wisternoff et Jaytech.
Anjunadeep possède sa propre émission radio, The Anjunadeep Edition. Il s'agit d'un show hebdomadaire avec des artistes de deep house invités (principalement membres du label). En novembre 2023, le label annonce son retour pour 2024 au Red Rocks Amphitheatre, dans le Colorado, aux États-Unis.